# Heinz Siegert
Heinz Siegert (ur. 3 czerwca 1950 w Miśni) – wschodnioniemiecki, następnie niemiecki kierowca wyścigowy.
Z wykształcenia jest mechanikiem samochodowym. W 1976 roku zadebiutował w wyścigach, zdobywając trzecie miejsce w Schleizu w klasie LK II. W 1978 roku zadebiutował w klasie LK I, zajmując czwarte miejsce w klasyfikacji końcowej – podobnie jak w latach 1979, 1980, 1982, 1983, 1986 i 1988. W latach 1981, 1984 i 1987 był trzeci. W 1984 roku był dwunasty w Pucharze Pokoju i Przyjaźni, zaś w sezonie 1986 dwukrotnie był na podium zawodów i zajął trzecie miejsce w klasyfikacji Pucharu. W 1989 roku po zwycięstwach we Frohburgu i Schleizu został mistrzem NRD. Po zjednoczeniu Niemiec uczestniczył m.in. w Deutsche Tourenwagenrtrophy (BMW M3, 1993) czy wyścigu 9h Spa (MT 77, 2003).
Żonaty, ma dwoje dzieci. Mieszka w Lipsku.